# Pure Instinct
Pure Instinct е тринадесетият студиен албум на германската рок група „Скорпиънс“, издаден от „Атлантик Рекърдс“ в Съединените американски щати и от „Ийст Уест Рекърдс“ в останалия свят на 21 май 1996 г. През 1994 г. групата променя своите корпоративни договори и прекратява отношенията си с компанията на мениджъра Док Макгий, за да подпише с тази на Стюарт Йънг и Стив Барнет. От този момент „Скорпиънс“ започват работа по нов албум с нагласата, че възходът на алтернативния рок и грънджа вече отнемат популярността на хардрока и хевиметъла. В предварителната продукция групата решава да не се състезава с алтернативни рок групи и предпочита да изследва собствения си стил. Поради тази причина записват „албум, фокусиран върху основните човешки емоции и взаимоотношения“, илюстрирани най-вече в „мощни“ балади.
За записите, които започват през декември 1995 г., се присъединява германският музикант Курт Крес, тъй като барабанистът Херман Раребел напуска, защото не е съгласен с този нов музикален подход. Продукцията е осъществена от групата заедно с техния звукоинженер Ервин Муспер, след като идеята да работят с други продуценти не може да се реализира. „Ийст Уест Рекърдс“ обаче отхвърлят първото демо и Кийт Олсън преглежда и прави необходимите промени, което удължава процеса на запис с три месеца. Песните, написани предимно от Клаус Майне и Рудолф Шенкер, са мелодични, но представляват експерименти.
След издаването си, Pure Instinct получава смесени отзиви от критиците. Някои медии по това време подчертават неговия звук, мелодичността му и валидността на групата, докато в съвременни оценки, изданието се смятат за един от най-лошите им албуми поради многото „мощни“ балади, липсата на хардрок и подхода им към поп рока. Pure Instinct постига ниски продажби в някои региони, но получава сертификати в Германия, Финландия, Франция и Португалия. Въпреки това, той постига по-голям успех в страните от Югоизточна Азия, където става „златен“ в Южна Корея и Сингапур, „платинен“ в Индонезия и Тайланд и шест пъти „платинен“ в Малайзия.
За популяризирането му са издадени пет сингъла: You and I, Does Anyone Know, Wild Child, When You Came Into My Life и Where the River Flows, които не постигат сериозен успех в класациите. От тях,You and I влиза в някои европейски класации, сред които № 3 в Чехия и № 9 в Европа, докато When You Came Into My Life е №1 във Франция. На 1 май 1996 г. в Куала Лумпур, Малайзия започва Pure Instinct Tour, което им позволява до 1 юли 1998 г. да свирят в Азия, Европа, Северна Америка и Латинска Америка. Благодарение на това „Скорпиънс“ свирят за първи път в Южна Корея, Малайзия, Ливан, Беларус, Украйна и Русия.

## Описание
През 1993 г. „Скорпиънс“ издават студийния албум Face the Heat, който включва по-агресивен и по-тежък звук в сравнение с предишните им продукции. Групата взема това решение, защото не иска да възпроизвежда същата комерсиална формула, която довежда до Crazy World от 1990 г. и особено сингъла Wind of Change, знаейки предварително, че този нов подход би означавал получаване на по-малко продажби. Въпреки това за една година са продадени повече от 1,8 милиона копия по целия свят. Албумът също получава смесени отзиви от специализираната преса и от критика Мартин Попоф. Face the Heat слага край на „златната ера на групата“. Въпреки че съществуват няколко хипотези, които довеждат до този факт, той посочва основните от тях: „края на класическата формация“ след напускането на басиста Франсис Буххолц през 1992 г., липсата на интерес към композирането от страна на барабаниста Херман Раребел и прекомерната намеса на продуцента Брус Феърбеърн в корпоративните въпроси. Промоционалното турне е по-ограничено от предишните, поради ниската популярност, която хардрок и хевиметъл групите имат по това време, заради възхода на грънджа, особено в Съединените американски щати.
През април 1993 г. „Полиграм Рекърдс“, компанията „майка“ на „Мъркюри Рекърдс“, решава да прехвърли всички изпълнители на американската звукозаписна компания, включително „Скорпиънс“, към „Юропейн Фонограм“. Едно от малкото произведения на групата с европейската компания е сингълът от 1994 г. White Dove, издаден в сътрудничество с Детския фонд на обединените нации за набиране на средства за бежанци от гражданската война в Руанда. Песента е аранжирана версия на песента Gyöngyhajú Lány на унгарската прогресив рок група „Омега“ и влиза в няколко музикални класации. Въпреки че в средата на 1993 г. групата води преговори да бъде част на конгломерата „Би Ем Джи Мюзик“, „Скорпиънс“ най-накрая постигат споразумение през юли 1994 г. с „Уорнър Мюзик Груп“, договор, който означава, че бъдещите им албуми ще бъдат издавани от „Ийст Уест Рекърдс“ в Европа и от „Атлантик Рекърдс“ в Съединените американски щати. Подписването на групата с „Ийст Уест Рекърдс“ е финализирано през декември 1994 г.
През април 1995 г. „Полиграм Рекърдс“, само поради „договорни ангажименти“, издава концертния албум Live Bites чрез „Мъркюри Рекърдс“, който включва като бонус студийните песни White Dove, Heroes Don't Cry и Edge of Time. По същото време групата напуска компанията на мениджъра Док Макгий и подписва със Стюарт Йънг и Стив Барнет от „Парт Рок Менъджмънт Хард то Хендъл Менъджмънт“. След като всички „корпоративни структурни“ промени са финализирани, музикантите започват да работят по нов студиен албум, но Херман Раребел напуска групата преди началото на записите. Решението на барабаниста се дължи на факта, че с Face the Heat губи интерес към композирането и защото не харесва музикалната посока на новите песни, представени от Клаус Майне. По време на предварителната продукция барабанистът подава оставка и стартира първата си звукозаписна фирма в Монако с помощта на принц Албер II. Наречен „Монако Рекърдс“, проектът е обявен на 3 май 1996 г.

## Записване
Първоначално групата се съгласява да запише албума за седем дни в студиото в Хилверсум, Нидерландия и в „Скорпиънс Саунд Студиос“ в Хановер, Германия. Последното е собственост на китариста Рудолф Шенкер, което всъщност не е студио само по себе си, а мазе в къщата му, оборудвано с необходимата техника за записване. Желанието на Рудолф Шенкер да записват там, е защото групата е вече уморена от външни зали, като в същото време се чувстват по-спокойни да работят там. След Savage Amusement (1988) те използват „Скорпиънс Саунд Студиос“ за извършване на предварителна продукция на своите албуми или да записват допълнителни части в песните. От друга страна, преди напускането на Херман Раребел, групата включва барабаниста Курт Крес, който има опит в Германия като студиен музикант. Като гост музиканти участват перкусиониста Пити Хехт и Люк Херцог и Коен ван Баел на клавишите.
Идеята на „Скорпиънс“ е да направят албума с различни продуценти, включително Кийт Олсън и Брус Феърбеърн, които вече работят с групата съответно по Crazy World (1990) и Face the Heat (1993). Въпреки че първоначално и двамата приемат, Брус Феърбеърн е зает да прави албум с „Кранберис“ и в крайна сметка проектът не се осъществява. Все пак Кийт Олсън успява да копродуцира песните Wild Child и When the Came Into My Life, които записват в техните студия в Лос Анджелис през декември 1995 г., но музикантите избират сами да продуцират останалите песни заедно със своя звуков инженер Ервин Муспер, което е и първият път, когато нидерландецът действа като продуцент. След като записите са готови, звукозаписната компания ги отхвърля, защото не са напълно доволни от резултата. Поради тази причина „Ийст Уест Рекърдс“ искат от Кийт Олсън да ги прегледа и предложи възможни корекции. Според американеца, решението на „Скорпиънс“ да направят албум без помощ и с инженер, който няма необходимите познания за продуциране, работи срещу тях.
В крайна сметка Кийт Олсън дава на звукозаписната компания списък от петдесет промени, които прави в студиата в Дюселдорф за около пет седмици. Тези промени напълно преструктурират плана за записване и от първоначално планираните седем дни, на групата ѝ отнема около три месеца. След като се заема със смесването на песните, „Ийст Уест Рекърдс“ „искат“ тази работа да бъде извършена от Ервин Муспер, което довежда до спор между компандията и двамата продуценти. Направено в Хилверсум, Нидерландия от Ервин Муспер, Кийт Олсън намира микса и аранжимента за „безсмислени“ и „ужасни“. От гледна точка на басиста Ралф Рикерман, Ервин Муспер „е невероятен човек“, но „той всъщност няма артистична визия като истински продуцент“. В края на работния процес, Джордж Марино прави звукообработката на целия материал в Ню Йорк, Съединени американски щати.

## Композиране
Настъпването на 90-те години на ХХ век бележи промяна в музикалната парадигма, поради настъплението на алтернативни рок и гръндж групи. Въпреки че „Скорпиънс“ вече са наясно с това, когато композират песните за Face the Heat в средата на 1992 г., популярността на тези музикални поджанрове нараства по времето, когато турнето Face the Heat Tour приключва през 1994 г. Клаус Майне коментира, че: „Разбрахме, че не сме конкуренция с новите групи и се огледахме, за да видим къде ще бъдат „Скорпиънс“ през 90-те години.“ Според Рудолф Шенкер те приемат ситуацията спокойно и избрат да не се борят с алтернативния рок, а по-скоро да изследват собствения си стил, за да останат актуални. Поради тази причина те решават да се съсредоточат върху по-сантименталната си страна и да направят „албум, фокусиран върху основните човешки емоции и взаимоотношения“, илюстрирани главно в „мощни“ балади. Pure Instinct съдържа изобилие от мелодия, експериментиране и като силни страни „звънтене на акустична китара и други въображаеми истории“ според Клаус Майне.
Песните са написани основно от Рудолф Шенкер и Клаус Майне, с изключение на три, които вокалистът композира сам и една, в която участват двама индонезийски изпълнители. В рецензия, критикът Мартин Попоф отбелязва, че албумът има „доста силен старт“ с Wild Child, която той нарича „готин вид мелодичен хард рок, [но] не е безкомпромисно тежък дебют, както обикновено“. От този момент нататък But the Best for You и Does Anyone Know написани само от Клаус Майне представят по-меката страна на групата, артикулирана точно от вокалиста. Според Мартин Попоф първата „не е катастрофа, но е твърде помпозна, особено за втора песен“, докато другата е „балада“. Stone In My Shoe е рок песен, в която Рудолф Шенкер и Матиас Ябс, по време на припева, „подрънкат закалена вариация на акорди от шейсетте, не без изтънченост“. Клаус Майне пише някои от текстовете си в Съединените американски щати, но смята, че не е достатъчно силна и докато пътува със самолет до Франкфурт, турбуленция над Атлантическия океан го вдъхновява да я завърши.
Soul Behind the Face е „по-лека“, „сериозна песен с необичайно интелигентен и емпатичен текст, по същество тъжна балада с ритъм“. Oh Girl (I Wanna Be With You) е друга рок песен, с ду уоп интро и „някои ексцентрични нотки“. В този конкретен, групата иска да се впусне в нова територия: „използвайте различни цветове, за да го направите интересно“ според Рудолф Шенкер. Мартин Попоф посочва, че тук е очевидна „странната подредба“, поставена под въпрос от Кийт Олсън, а тя трябва да бъде началната песен в албума, преди се вземе решение за Wild Child. When You Came Into My Life е „страстна „мощна“ балада“, написана, когато по-голямата част от песните са готови. Според Клаус Майне през 1995 г. той и Рудолф Шенкер са поканени да участват в семинар по композиция в Бали, Индонезия заедно с четиридесет композитори от цял свят, с цел да обединят талантите на Изтока и Запада. Като единствен представител от Европа, When You Came Into My Life е написана в съавторство с певицата Титиек Пуспа и композитора Джеймс Ф. Сънда. Въпреки че композират повече песни с други азиатски изпълнители, този е единствената, за което виждат потенциал да бъде в един от албумите им, защото е„ типична песен на „Скорпиънс““ според вокалиста.
Where the River Flows е „песен със средно темпо, наподобяваща фолк, с тъжна мелодия и заразителен припев“. Time Will Call Your Name е „още една интелигентна софт рок песен“ с „цепелски текстури“, „вкусни перкусии и странна, но освежаваща пауза“. You and I, последната в албума, написана единствено от Клаус Майне, е друга балада, но „потопена в пътя на попа на шейсетте“. Албумът завършва с Are You the One?, „много мека, в стил „Бийтълс““ „мощна“ балада, която всъщност е една от първите, които композират. През 1995 г. Бони Тайлър, която е в същата звукозаписна компания като „Скорпиънс“, прави кавър като You're the One за албума си Free Spirit. Клаус Майне ѝ я предлага, след като „Ийст Уест Рекърдс“ поискват композиция за певицата. Ервин Муспер намира демото, записано от групата, и предлага да го включат в албума. Въпреки че не могат да я използват поради договорни проблеми, те постигат споразумение, че ако все пак я използват, трябва да я направят различно, за което променят текста и връщат първоначалното ѝ заглавие.
През годините творческият процес на албума е обект на критики от самите музиканти и Кийт Олсън, продуцентът смята песните за „наистина ужасни и скучни“. Басистът Ралф Рикерман отбеляза, че „Pure Instinct беше като „ла, ла, ла“ (...) ако слушате текстовете, за мен те звучат като написани от петнадесетгодишен. Има няколко песни, които са хубави, но точно това са. „Хубави са...“ Рудолф Шенкер коментира, че го смята за добър албум, но песните в него „са много прави, много европейски и твърде красиви“. В своя ретроспективен анализ китаристът прави аналогия: „Все едно, когато имаш роза без бодли, розата вече не е роза. С Pure Instinct бодлите бяха изгубени.“

## Обложката
Британският арт директор Джо Мировски създава концепцията за обложката, а фотография е дело на неговия сънародник Геред Манковиц. Изображението показва няколко диви животни, които наблюдават човешко семейство, затворено в клетка. В Съединените американски щати обложката трябва да бъде сменена, защото „Уолмарт“, един от големите дистрибутори на записи в тази страна, се оплаква на звукопзаписната компания, защото хората (мъж, жена и бебе) изглеждат голи. Поради тази причина по-късно албумът е издаден с нова корица, която включва фотографски монтаж на четиримата членове на групата, тъй като в този момент те нямат барабанист.

## Издаване и представяне

### Албум
Pure Instinct е издаден на 21 май 1996 г. от „Ийст Уест Рекърдс“ за повечето страни и от „Атлантик Рекърдс“ за Съединените американски щати. Включената само в Япония She's Knocking at My Door, написана от Рудолф Шенкер и Клаус Майне, е добавена като бонус песен. Според Мартин Попоф това е „силна рок песен“ и включва „уникална прогресия на попа от 60-те години“. Въпреки че не е включена в другите издания, канадецът отбеляза, че „беше много по-умна от Kicks After Six или Tease Me Please Me, и двете от албума Crazy World от 1990 г. След издаването си, Pure Instinct постига добри продажби, чийто успех се дължи главно в някои страни от континентална Европа, но преди всичко в Югоизточна Азия.
В Германия на 13 май 1996 г. той дебютира под № 99, но през следващата седмица се изкачва до №8, което е най-високата му позиция в класацията и остава в нея общо 22 седмици. През същата година Федералната асоциация на музикалната индустрия го сертифицира като „златен“ за продажба на повече от 250 000 копия в тази страна. Във Франция достига №11 в националната музикална класация, а през 1996 г. Националният синдикат на фонографските издателства го сертифицира като „златен“, след като се продава в повече от 100 000 копия. До 2018 г. френската компания „Инфодиск“ оценява продажбите в тази страна на 144 600 бройки, без да взема предвид стрийминга. Във Финландия той успя да се изкачи до №10 и през същата година Международната федерация на фонографската индустрия също го сертифицира като „златен“ за надхвърляне на 25 000 продадени бройки. Същата организация оценява продажбите на 29 059 в средата на 00-те години.
За седмицата от 7 септември той достига №5 в Португалия и през ноември Португалската фонографска асоциация му присъжда златен запис, представляващ 20 000 продадени копия. В другите европейски страни, Pure Instinct достига позиции № 14 в Унгария, № 15 в Швейцария, № 20 в Австрия, № 37 в Белгия (регион Валония), № 38 в Швеция и № 95 в Нидерландия. На 1 юни 1996 г. той се класира на деветнадесето място в списъка на „Топ 100 албума в Европа“ на общоевропейското списание „Мюзик енд Медия“, благодарение на продажбите си в Белгия, Дания, Финландия, Франция, Португалия, Швеция и Швейцария.
Ситуацията в англосаксонска Северна Америка е „разочароваща“. В Съединените американски щати той прекарва само три седмици в класацията „Билборд 200“ и на 8 юни 1996 г. достига № 99. В преброяването, разработено от списание „Кеш Бокс“, албумът дебютира под № 49 като най-високата си позиция. За разлика от това, Pure Instinct е много успешен в няколко страни от Югоизточна Азия. В същия ден на издаваенето му, Асоциацията на звукозаписната индустрия на Малайзия го сертифицира като тройно „платинен“, а преди края на годината той постига петкратен платинен статус с надхвърлянето на 125 000 продадени бройки. През април 1999 г. продажбите му в тази страна надхвърлят 150 000 копия, което се равнява на шесткратен платинен запис. В изданието си от 30 ноември 1996 г. списание „Билборд“ съобщава, че албумът получава платинени сертификати в Индонезия и Тайланд и златни в Южна Корея и Сингапур.

### Сингли
За да популяризират албума, в период от една година са издадени пет сингъла: You and I, Does Anyone Know, Wild Child, When You Came Into My Life и Where the River Flows. Първият е издаден на 29 март 1996 г., но само в Европа и Азия и е този, който постига най-голямо влияние в музикалните класации. Издаден на компактдиск, той включва оригиналната версия, съкратена версия и She's Knocking at My Door. Той влиза в класациите на няколко европейски страни на средни позиции, но в Чехия достига №4, докато в класация, разработена от списание „Мюзик енд Медия“, достига №9. От друга страна, само в Съединените американски щати Wild Child е издаден като първи сингъл, защото американските радиостанции са по-склонни да пускат хардрок песни, а не „мощни“ балади, както е в Европа. На 22 юни 1996 г. той постига най-високата си позиция №19 в „Мейнстрийм Рок Тракс“ на списание „Билборд“.
Does Anyone Know включва версия записана на живо на Stone in My Shoe от 5 юни 1996 г. в Ел Пасо, Съединени американски щати, но песента не получава почти никакво внимание в музикалните класации, достигайки №81 в Германия. Преди края на 1996 г., When You Came Into My Life е издаден като четвърти сингъл и включва неиздаваната песен Kiss of Borrowed Time и версия записана на живо на Wild Child, от 24 август 1996 г. на рок фестивала Бремерхафен, Германия. Изданието на сингъла е продуцирано от Дейвид Фостър в студио „Рекърд Плант“ в Ню Йорк и се различава от оригинала, след като канадецът добавя различни елементи с пиано и клавишни инструменти. През 1997 г. Where the River Flows е издаден и включва версии на живо на You and I, Oh Girl (I Wanna Be With You) и Loving You Sunday Morning, всичките записани на рок фестивала Бремерхафен, Германия. През септември 1996 г. When You Came Into My Life достига №1 във Франция и заедно Where the River Flows достигат №97 в Германия.

### Концертно турне
Концертното турне Pure Instinct Tour започва на 1 май 1996 г. в „Хард Рок Кафе“ в Куала Лумпур, Малайзия. На 5 юни в Ел Пасо, започва северноамериканската част от турнето с концерти в Съединените американски щати и Канада. Този концерт е първият на групата с барабаниста Джеймс Котак, който се присъединява към „Скорпиънс“ след записа на албума. Датите в Северна Америка са между юни и средата на август, главно в театри, амфитеатри, конгресни центрове и в някои градове на стадиони. Тази част се води съвместно с Алис Купър, като на някои концерти американецът закрива вечерта, а на други германците. След участието си на фестивала в Бремерхафен, където са записани няколко от песните за синглите, „Скорпиънс“ изнасят 4 концерта в Азия: 2 в Япония, 1 в Южна Корея и 1 в Малайзия.
От 5 октомври до 11 ноември групата изпълнява първия етап в континентална Европа с „Готард“ като подгряващ изпълнител, което им позволява да свирят в девет държави. На 30 ноември „Скорпиънс“ стават първата хардрок група, която свири в Бейрут, Ливан, след края на гражданската война в Ливан. Последната им изява за 1996 г. се състои на 3 декември в Атина, Гърция. Турнето продължава и през 1997 г., първо с втора европейска част (между 11 май и 19 юли) и три дати през октомври в Германия. През ноември свирят в Латинска Америка с 4 дати в Бразилия, 2 в Мексико, 1 в Чили и още 1 в Аржентина. Pure Instinct Tour приключва на 1 юли 1998 г. в Оулу, Финландия, само три дати през същата година. Благодарение на турнето, „Скорпиънс“ свирят за първи път в Южна Корея, Малайзия, Ливан, Беларус, Украйна и Русия.

## Коментари на критиците
Pure Instinct получава смесени отзиви от специализираната преса, както от тогавашната, така и от съвременната. Дайна Дарзин от американското списание „Кешбокс“ го нарича „още един страхотен албум на „Скорпиънс““, с „...много мощни акорди и известно разнообразие под формата на груув със средно темпо“. Освен това тя коментира, че за разлика от други групи, които се поддават на грънджа, „Скорпиънс“ знаят как да се възползват от успеха си в Европа, за да останат актуални. Канадското издание „Ар Пи Ем“ също подчертава валидността на групата и пише, че „те са една от малкото групи, които са останали верни на хевиметъла, като същевременно се развиват с благодат“. За стила на албума, коментара е: „по-меките парчета Does Anyone Know, When You Came Into My Life) доминират по-твърдите, въпреки че трайната солидност е меко казано похвална (Soul Behind the Face, Where the River Flows). Въпреки критиките към Are You the One?, коментарът завършва със „суверенно постижение на една от наистина разкошните рок групи“. Лох Кенг Фат от вестник „Стрейт Таймс“ казва, че „албумът съдържа застоял рок и меки балади, които трябваше да влязат в историята заедно с Берлинската стена“ и иронично заключава, че „единственото ново нещо тук е, че китаристът Рудолф Шенкер има нова подстрижка“.
Алехандро Леал от мексиканския седмичник „Епока“ отбеляза, че звукът им е „мощен и енергичен“. Писателят Силвио Ричи в книгата си Hard Rock Emotions посочва, че въпреки че групата се доближава до поп рока както в този албум, така и в Eye II Eye (1999), „добротата на музикалното предложение никога не се проваля“. Канадският критик Мартин Попоф отбеляза, че трябва да се третира като „един от скритите скъпоценни камъни в каталога на „Скорпиънс““, тъй като „въпреки липсата на хардрок, освен най-много една или две песни, има някои класни композиции.“ Освен това той заключва: Pure Instinct е наистина добър албум, както би казал човек в тези ситуации, добър албум на „Скорпиънс““. Ричард Пейтън от вестник „Толедо Блейд“ подчертава песните Does Anyone Know и Oh Girl (I Wanna Be With You) и коментира, че „албумът смесва мощен рокендрол с балади, които показват поп инстинктите на групата“.
Бари Вебер от уебсайта сайта „Олмюзик“ казва, че въпреки липсата на хардрок, „някои от най-добрите песни на „Скорпиънс“ се появяват в този албум“. Той изтъква зрелостта в писането на песни за Does Anyone Know, Soul Behind the Face и When You Came Into My Life, нарича Wild Child „шумна“ и But the Best for You „драматична“ и подчертава, че „това говори за определени емоции, които „Скорпиънс“ не са изразявали от много години“. В края на рецензията си той пише: „Въпреки че може да не е рок албум, както много фенове очакваха, той все пак е албум, който може да си струва.“
Едуардо Ривадавия, в своя списък с албуми на групата, подредени от най-лошия до най-добрия за „Ултимейт Класик Рок“, поставя Pure Instinct на 17-то място. В рецензията си той го нарича „нещастен“, „нетипично пълен с балади“ и допълва „Нищо от това не би било проблем, забележете, ако въпросните песни бяха по някакъв начин прилични.“ В подобна рецензия, Малкълм Доум от „Класик Рок“ също го поставя в тази позиция и оценява, че „продукцията е твърде течна“. Малкълм Доум продължава: „Самите песни не са никак лоши и имаш чувството, че с по-симпатична продукция Wild Child, You And I и Does Anyone Know? можеше да бъде невероятен, но тук те се подхлъзнаха...“

## Списък на песните

### Основно издание
1. Wild Child (Рудолф Шенкер, Клаус Майне) – 4:19
2. But The Best For You (Клаус Майне) – 5:26
3. Does Anyone Know (Клаус Майне) – 6:03
4. Stone In My Shoe (Рудолф Шенкер, Клаус Майне) – 4:42
5. Soul Behind The Face (Рудолф Шенкер, Клаус Майне) – 4:14
6. Oh Girl (I Wanna Be With You) (Рудолф Шенкер, Клаус Майне) – 3:56
7. When You Came Into My Life (Рудолф Шенкер, Клаус Майне, Титек Пуспа, Джеймс Съндах) – 5:17
8. Where The River Flows (Рудолф Шенкер, Клаус Майне) – 4:16
9. Time Will Call Your Name (Рудолф Шенкер, Клаус Майне) – 3:21
10. You And I (Рудолф Шенкер, Клаус Майне) – 6:22
11. Are You The One? (Рудолф Шенкер, Клаус Майне) – 3:15

### Бонус песни в японското издание
1. She's Knocking At My Door (Рудолф Шенкер, Клаус Майне) – 3:20

## Състав
| - Клаус Майне - вокали - Рудолф Шенкер - ритъм и водеща китара, шест и дванадесетструнна акустична китара, задни вокали - Матиас Ябс - водеща и ритъм китара, шест и дванадесетструнна акустична китара - Ралф Рикерман - бас Гост музиканти - Курт Крес - барабани - Пити Хехт - ударни - Люк Херцог и Коен ван Баел - клавиши Източник на информацията: Задната обложка на Pure Instinct. | - Ервин Муспер и „Скорпиънс“ - продукция - Кийт Олсън и „Скорпиънс“ - продукция на песни 1 и 7 - Ервин Муспер - смесване и озвучаване - Евелин Тибес - инженерна помощ - Ати Бау и Питър Къркман - допълнително инженерство - Джордж Марино - звукообработката - Джо Мировски - концепция на обложката - Геред Манковиц - снимка на обложката - Майкъл Конт - снимки на групата |

## Позиция в класациите
| Класация                             | Най-висока позиция | Източник |         |
| 1996 г.                              | 1996 г.            | 1996 г.  | 1996 г. |
| ------------------------------------ | ------------------ | -------- | ------- |
| Австрия                              | 20                 | [ 35 ]   |         |
| Белгия (Валония)                     | 37                 | [ 47 ]   |         |
| Великобритания („Ю Кей Албумс Чарт“) | 18                 | [ 84 ]   |         |
| Германия                             | 8                  | [ 36 ]   |         |
| Гърция                               | 12                 | [ 85 ]   |         |
| Европа („Топ 100 Албуми“)            | 19                 | [ 50 ]   |         |
| Нидерландия                          | 95                 | [ 49 ]   |         |
| Португалия                           | 5                  | [ 43 ]   |         |
| САЩ („Билборд 200“)                  | 99                 | [ 51 ]   |         |
| САЩ („Кеш Бокс Топ 100 Албуми“)      | 49                 | [ 52 ]   |         |
| Унгария                              | 14                 | [ 86 ]   |         |
| Финландия                            | 10                 | [ 41 ]   |         |
| Франция                              | 11                 | [ 38 ]   |         |
| Швеция                               | 38                 | [ 48 ]   |         |
| Швейцария                            | 15                 | [ 46 ]   |         |
| Япония                               | 28                 | [ 87 ]   |         |

| Класация | Най-висока позиция | Източник |         |
| 1996 г.  | 1996 г.            | 1996 г.  | 1996 г. |
| -------- | ------------------ | -------- | ------- |
| Германия | 55                 | [ 88 ]   |         |
| Франция  | 88                 | [ 89 ]   |         |

### Седмични класации сингли
| Сингъл                     | Класация                     | Най-висока позиция | Източник |
| 1996 г.                    | 1996 г.                      | 1996 г.            | 1996 г.  |
| -------------------------- | ---------------------------- | ------------------ | -------- |
| Wild Child                 | САЩ („Мейнстрийм Рок Тракс“) | 19                 | [ 90 ]   |
| You and I                  | Австрия                      | 23                 | [ 91 ]   |
| You and I                  | Германия                     | 22                 | [ 92 ]   |
| You and I                  | Европа                       | 9                  | [ 93 ]   |
| You and I                  | Франция                      | 23                 | [ 94 ]   |
| You and I                  | Чехия                        | 23                 | [ 95 ]   |
| You and I                  | Швеция                       | 27                 | [ 96 ]   |
| You and I                  | Швейцария                    | 23                 | [ 97 ]   |
| Does Anyone Know           | Германия                     | 81                 | [ 98 ]   |
| When You Came into My Life | Германия                     | 97                 | [ 99 ]   |
| When You Came into My Life | Франция                      | 1                  | [ 65 ]   |
| 1997 г.                    |                              |                    |          |
| Where The River Flows      | Германия                     | 97                 | [ 100 ]  |

## Сертификати
| Държава    | Сертифициращ орган                                 | Сертификат  | Сертифицирани продажби | Източник |
| ---------- | -------------------------------------------------- | ----------- | ---------------------- | -------- |
| Германия   | Федерална асоциация на музикалната индустрия       | Златен      | 250 000                | [ 37 ]   |
| Индонезия  | Международна федерация на фонографската индустрия  | Платинен    | 50 000                 | [ 44 ]   |
| Малайзия   | Асоциация на звукозаписната индустрия на Малайзия  | 6х Платинен | 25 000                 | [ 24 ]   |
| Португалия | Португалска фонографска асоциация                  | Златен      | 20 000                 | [ 44 ]   |
| Сингапур   | Асоциация на звукозаписната индустрия в Сингапур   | Златен      | 7 500                  | [ 44 ]   |
| Тайланд    | Международна федерация на фонографската индустрия  | Платинен    | 50 000                 | [ 44 ]   |
| Финландия  | Музикални продуценти                               | Златен      | 25 000                 | [ 42 ]   |
| Франция    | Националения синдикат на фонографските издателства | Златен      | 100 000                | [ 39 ]   |
| Южна Корея | Корейска асоциация за музикално съдържание         | Златен      | 15 000                 | [ 44 ]   |

## Цитати
1. ↑  Popoff 2016, с. 159.
2. ↑  Popoff 2016, с. 154 – 155.
3. 1 2  Popoff 2016, с. 160.
4. ↑  Popoff 2016, с. 166.
5. ↑  Popoff 2016, с. 159 – 160 и 166.
6. ↑  PRIDE, DOMINIC. Phonogram Germany Moves To Hamburg (PDF) //  International.   Billboard, 1993-04-10. Посетен на 2023-11-24. (на английски)
7. ↑  Scorpions – White Dove //  Scorpions.   discogs.com. Посетен на 2023-11-24. (на английски)
8. ↑  Scorpions — White Dove //   en.puzzle-english.com, 2023-11-23.  Архивиран от оригинала на 2020-11-05. Посетен на 2023-11-24. (на английски)
9. 1 2  Popoff 2016, с. 167.
10. ↑  FIRTH SETS GOALS FOR BMG PUBLISHING (pdf) //  Radio.   Billboard, 1993-07-10. Посетен на 2023-11-24. (на английски)
11. 1 2  GLOBAL STRATEGIES INCREASE 1993 REVENUES FOR WARNER INTERNATIONAL (pdf) //   Billboard, 1994-07-09. Посетен на 2023-11-24. (на английски)
12. ↑  WEINERT, ELLIE. SCORPIONS SPIN FOR EASTWEST (pdf) //  MORE U.S., U.K. ACTS SIGN DIRECTAND DELIVERTO GERMAN LABELS.   Billboard, 1994-12-03. p. 58. Посетен на 2023-11-24. (на английски)
13. 1 2 3 4  Popoff 2016, с. 171.
14. ↑  ALBUM DETAILS Live Bites //  Discography.   the-scorpions.com. Посетен на 2023-11-23. (на английски)
15. 1 2 3  Popoff 2016, с. 170.
16. ↑  Popoff 2016, с. 170 – 171.
17. ↑  Cairo, Raul. Short Takes (pdf) //  M& M M U S I C TIPS & I N F 0.   Music and Media, 1996-05-11. p. 15. Посетен на 2023-11-24. (на английски)
18. 1 2 3 4 5 6  Popoff 2016, с. 174.
19. 1 2  Popoff 2016, с. 172.
20. ↑  Popoff 2016, с. 127 – 128.
21. ↑  Crone, Philipp. "Dungdongdoung Zidizididizsch" //   sueddeutsche.de, 2011-06-18. Посетен на 2023-11-24. (на немски)
22. 1 2 3 4 5 6  Scorpions – Pure Instinct //  Scorpions.   discogs.com. Посетен на 2023-11-24. (на английски)
23. ↑  Popoff 2016, с. 173 – 174.
24. 1 2 3 4 5 6 7  Popoff 2016, с. 175.
25. ↑  Popoff 2016, с. 173.
26. ↑  Popoff 2016, с. 171 – 172.
27. 1 2 3 4  Popoff 2016, с. 176.
28. ↑  Popoff 2016, с. 159 – 160.
29. 1 2 3 4 5 6 7  Popoff 2016, с. 177.
30. 1 2 3 4  Iwasaki, Scott. SCORPION SCURRIES TO REFURBISH ITS MUSICAL NICHE //  Deseret News.   deseret.com, 1996-06-14. Посетен на 2023-11-25. (на английски)
31. ↑  Popoff 2016, с. 175 – 176.
32. ↑  Scorpions – Pure Instinct //   rockthebonnie.com, 2021-09-3. Посетен на 2023-11-25. (на френски)
33. ↑  Easton, Jeffrey. Jeffrey Easton interviewing Klaus Meine //   metalexiles.com.  Архивиран от оригинала на 2010-04-21. Посетен на 2023-11-25. (на английски)
34. ↑  Pure Instinct //  DISCOGRAPHY.   the-scorpions.com. Посетен на 2023-11-25. (на английски)
35. 1 2 3  Scorpions - Pure Instinct //   austriancharts.at. Посетен на 2023-11-25. (на английски)
36. 1 2  Scorpions Pure Instinct Album //  Chart.   Посетен на 2023-11-25. (на немски)
37. 1 2  GOLD-/PLATIN-Datenbank //   musikindustrie.de. Посетен на 2023-11-25. Вие трябва да Напишете SCORPIONS в Hier können Sie suchen nach:/Interpret (на немски)
38. 1 2  Le Détail des Albums de chaque Artiste //   infodisc.fr. Посетен на 2023-11-25. Вие трябва да изберете SCORPIONS от падащото меню (на френски)
39. 1 2  Les Certifications depuis 1973 //   infodisc.fr. Посетен на 2023-11-25. Вие трябва да изберете SCORPIONS от падащото меню (на френски)
40. ↑  Les Meilleures Ventes de CD / Albums "Tout Temps" //   infodisc.fr. Посетен на 2023-11-25. (на френски)
41. 1 2  SCORPIONS - PURE INSTINCT (ALBUM) //   finnishcharts.com. Посетен на 2023-11-25. (на английски)
42. 1 2 3  Ulkomaiset kulta- ja platinalevyt //   ifpi.fi. Посетен на 2023-11-25.
43. 1 2  HITS OF THE WORLD (pdf) //   Billboard, 1996-09-07. p. 69. Посетен на 2023-11-25. (на английски)
44. 1 2 3 4 5 6 7 8  Prost Mahlzeit (pdf) //   Billboard, 1996-11-30. Посетен на 2023-11-25. (на английски)
45. ↑  Archívum › Kereső - előadó/cím szerint //  Album Top 40 slágerlista.   slagerlistak.hu. Посетен на 2023-11-25. Вие трябва да Напишете SCORPIONS в Előadó/cím: (на унгарски)
46. 1 2  Scorpions – Pure Instinct //   hitparade.ch. Посетен на 2023-11-25. (на английски)
47. 1 2  Scorpions – Pure Instinct //   ultratop.be. Посетен на 2023-11-25. (на английски)
48. 1 2  SCORPIONS - PURE INSTINCT (ALBUM) //   swedishcharts.com. Посетен на 2023-11-25. (на английски)
49. 1 2  Scorpions - Pure Instinct //   dutchcharts.nl. Посетен на 2023-11-25.
50. 1 2  European Top 100 Albums (pdf) //   Music-and-Media, 1996-06-01. p. 14. Посетен на 2023-11-25. (на английски)
51. 1 2  Chart History Scorpions The Billboard 200 //   billboard.com. Посетен на 2023-11-25. (на английски)
52. 1 2  ONE STOP ALBUMS CHART //   Cash Box, 1996-06-01. Посетен на 2023-11-25. (на английски)
53. ↑  Scorpions bares it Out (pdf) //   New Straits Time, 1999-04-19. p. 3. Посетен на 2023-11-25. (на английски)
54. ↑  Scorpions – You And I //  Scorpions.   discogs.com. Посетен на 2023-11-27. (на английски)
55. ↑  Scorpions - You And I //   austriancharts.at. Посетен на 2023-11-27. (на английски)
56. ↑  CZECH REPUBLIC (pdf) //  Top National Sellers week 34/96.   Music and Media, 1996-08-24. p. 14. Посетен на 2023-11-27. (на английски)
57. ↑  Adult Contemporary Europe Top 25 (pdf) //  M&M CHARTS SALES/AIRPLAY.   Music and Media, 1996-06-01. p. 16. Посетен на 2023-11-27. (на английски)
58. ↑  Lorenz, Christian. Scorpions Talk Sweet In Europe, Show Teeth In US (pdf) //  M&M MUSIC ARTISTS IN PROGRESS.   Music and Media, 1996-06-22. p. 11. Посетен на 2023-11-27. (на английски)
59. ↑  Scorpions Mainstream Rock Airplay //  Chart History.   billboard.com. Посетен на 2023-11-27. (на английски)
60. 1 2  Scorpions – Does Anyone Know //  Scorpions.   discogs.com. Посетен на 2023-11-27. (на английски)
61. ↑  Scorpions Does Anyone Know Single //   offiziellecharts.de. Посетен на 2023-11-27. (на немски)
62. ↑  Scorpions – When You Came Into My Life //  Scorpions.   discogs.com. Посетен на 2023-11-27. (на английски)
63. ↑  WHEN YOU CAME INTO MY LIFE //  SONG OF THE WEEK.   fozfan.com, 2010-07-25. Посетен на 2023-11-27. (на английски)
64. ↑  Scorpions – Where The River Flows //  Scorpions.   discogs.com. Посетен на 2023-11-27. (на английски)
65. 1 2  Song artist 648 – The Scorpions //  Chart Entries.   www.tsort.info. Посетен на 2024-02-14. (на английски)
66. ↑  Scorpions When You Came Into My Life Single //  Scorpions.   offiziellecharts.de. Посетен на 2023-11-27. (на немски)
67. ↑  Scorpions Where The River Flows Single //  Scorpions.   offiziellecharts.de. Посетен на 2023-11-27. (на немски)
68. 1 2  Pure Instinct Tour //  Live.   the-scorpions.com. Посетен на 2023-11-27. (на английски)
69. 1 2 3 4 5  Popoff 2016, с. 178.
70. ↑  Scorpions //   antiwarsongs.org. Посетен на 2023-11-27. (на английски)
71. 1 2  Weber, Barry. Pure Instinct Scorpions //  Reviews.   allmusic.com. Посетен на 2023-11-27. (на английски)
72. ↑  Glas, Stefan. Review album: Scorpions - Pure Instinct //  Reviews.   rockhard.de. Посетен на 2023-11-27. (на немски)
73. ↑  Popoff 2005, с. 387 – 388.
74. ↑  Larkin 2006, с. 1976.
75. ↑  Scöwe, Andreas. Scorpions - Pure Instinct //   metal-hammer.de, 1996-05. Посетен на 2023-11-27. (на немски)
76. 1 2  Keng Fatt, Loh. Cure works, 15th time around //   eresources.nlb.gov.sg, 1996-05-18. Посетен на 2023-11-27. (на английски)
77. ↑  Darzin, Daina. THE SCORPIONS: Pure Instinct (pdf) //  ALBUM REVIEWS.   Cash Box, 1996-06-01. p. 9. Посетен на 2023-11-27. (на английски)
78. ↑  SCORPIONS (pdf) //  ALBUM PICK.   RPM, 1996-05-27. p. 32. Посетен на 2023-11-27. (на английски)
79. ↑  Leal, Alejandro. Novedad discográfica //   Epoca (265-278), 1996. Посетен на 2023-11-27. Страница 77
80. ↑  Ricci 2017, с. 147.
81. ↑  Paton, Richard. Metallica's killer instinct is missing on "Load" (pdf) //   Toledo Blade, 1996-06-30. Посетен на 2023-11-27. (на английски)
82. ↑  Rivadavia, Eduardo. Scorpions Albums Ranked Worst to Best //   ultimateclassicrock.com, 2015-09-18. Посетен на 2023-11-27. (на английски)
83. ↑  Dome, Malcolm. Every Scorpions album ranked from worst to best //  Classic Rock.   loudersound.com, 2022-05-11. Посетен на 2023-11-27. 17. Pure Instinct (East West, 1996) (на английски)
84. ↑  PURE INSTINCT by SCORPIONS //  Official Rock & Metal Albums Chart.   officialcharts.com. Посетен на 2023-11-28. (на английски)
85. ↑  Top National Sellers week 46/96 (pdf) //  M&M CHARTS EUROPEAN SALES.   Music and Media, 1996-11-16. p. 22. Посетен на 2023-11-28. (на английски)
86. ↑  Archívum › Kereső - előadó/cím szerint //  Album Top 40 slágerlista.   slagerlistak.hu. Посетен на 2023-11-28. Вие трябва да Напишете SCORPIONS в Előadó/cím: (на унгарски)
87. ↑  FACE THE HEAT //  Discography 1993-2007.   rockdetector.com.  Архивиран от оригинала на 2007-12-30. Посетен на 2023-11-28. (на английски)
88. ↑  Top 100 Album-Jahrescharts //  Offizielle Deutsche Charts.   offiziellecharts.de. Посетен на 2023-11-28. (на немски)
89. ↑  Les Albums (CD) de 1996 par InfoDisc //   infodisc.fr.  Архивиран от оригинала на 2014-10-23. Посетен на 2023-11-28. (на френски)
90. ↑  Scorpions Mainstream Rock Airplay //  Chart History.   billboard.com. Посетен на 2023-11-27. (на английски)
91. ↑  Scorpions – You and I (song) //  Austriancharts.at.   Media Control Charts. Посетен на 2020-02-20.
92. ↑  Single – Scorpions, You and I //  Charts.de.   Media Control Charts. Посетен на 2020-02-20.
93. ↑  Adult Contemporary Europe Top 25 (pdf) //  M&M CHARTS SALES/AIRPLAY.   Music and Media, 1996-06-01. p. 16. Посетен на 2023-11-27. (на английски)
94. ↑  Scorpions – You and I (chanson) //  Lescharts.com.   Media Control Charts. Посетен на 2020-02-20.
95. ↑  CZECH REPUBLIC (pdf) //  Top National Sellers week 34/96.   Music and Media, 1996-08-24. p. 14. Посетен на 2023-11-27. (на английски)
96. ↑  Scorpions – You and I (song) //  Swedishcharts.com.   Media Control Charts. Посетен на 2020-02-20.
97. ↑  Scorpions – You and I //  Hitparade.ch.   Media Control Charts. Посетен на 2020-02-20.
98. ↑  Scorpions Does Anyone Know Single //   offiziellecharts.de. Посетен на 2023-11-27. (на немски)
99. ↑  Scorpions When You Came Into My Life Single //  Scorpions.   offiziellecharts.de. Посетен на 2023-11-27. (на немски)
100. ↑  Scorpions Where The River Flows Single //  Scorpions.   offiziellecharts.de. Посетен на 2023-11-27. (на немски)